# عدد اونسورگ
عدد اونسورگ(به انگلیسی: Ohnesorge number) یک عدد بی بعد است که نشان دهنده نیروی ویسکوزیته، نیروی اینرسی و نیروی کشش سطحی است.این عدد که با نماد {\displaystyle Oh} نشان داده می‌شود به صورت زیر تعریف می شود:
{\displaystyle \mathrm {Oh} ={\frac {\mu }{\sqrt {\rho \sigma L}}}={\frac {\sqrt {\mathrm {We} }}{\mathrm {Re} }}\sim {\frac {\mbox{viscous forces}}{\sqrt {{\mbox{inertia}}\cdot {\mbox{surface tension}}}}}}
در این رابطه:
- μ ویسکوزیته مایع
- ρ چگالی مایع
- σ کشش سطحی
- L طول مشخصه
- Re عدد رینولدز
- We عدد وبر

همچنین عدد اونسورگ با عدد لاپلاس رابطه ای به صورت زیر دارد:
{\displaystyle Oh=1/{\sqrt {La}}}